# Marcus Fåglum Karlsson
Jan Marcus Fåglum Karlsson (* 20. Juli 1994 in Falköping) ist ein ehemaliger schwedischer Radrennfahrer.

## Sportliche Laufbahn
2011 wurde Marcus Fåglum Karlsson zweifacher schwedischer Junioren-Meister, im Straßenrennen und im Einzelzeitfahren. Bei den Weltmeisterschaften im selben Jahr belegte er im Straßenrennen der Junioren Platz vier. 2012 wurde er erneut nationaler Juniorenmeister im Einzelzeitfahren. Bei den Straßen-Europameisterschaften 2012 der Junioren im niederländischen Goes wurde er im Einzelzeitfahren Fünfter und im Straßenrennen Siebter.
2013 gewann Fåglum Karlsson zwei Etappen sowie die Gesamtwertung des heimischen Rennens Svanesunds 3-dagars. Im Jahr darauf wurde er jeweils Dritter der schwedischen Meisterschaften im Einzelzeitfahren sowie im Straßenrennen der Elite. 2016 gewann er die Bergwertung der Olympia’s Tour. 2017 gewann er das Eintagesrennen Östgötaloppet. Ende 2017 beendete er seine Radsportlaufbahn.

## Familie
Marcus Fåglum Karlsson ist der Enkel von Sture Pettersson, einem der vier Fåglum-Brüder; sein Vater ist Jan Karlsson, mehrfacher schwedischer Radsportmeister und olympischer Bronzemedaillengewinner.

## Erfolge
2011
- Schwedischer Junioren-Meister – Einzelzeitfahren, Straßenrennen

2012
- Schwedischer Junioren-Meister – Einzelzeitfahren

2016
- Bergwertung Olympia’s Tour

## Teams
- 2014 Team Ringeriks-Kraft
- 2015 TreBerg-Bianchi
- 2016 TreBerg-Bianchi
- 2017 TreBerg-Bianchi